# Sekincau Belirang
Sekincau Belirang je dlouhodobě nečinný vulkanický komplex v jižní části indonéského ostrova Sumatra. Skládá se ze dvou překrývajících se kalder (Belirang a Balang s průměrem 2 až 2,5 km) a stratovulkánu Sekincau, nacházející se v jižní části komplexu. Jeho vrchol je zakončený 300 m širokým kráterem. Kdy došlo k poslední erupci, není známo. Jediným projevem aktivity jsou fumaroly na dně kaldery.